# أنطونيو ألفيس مارتينز
أنطونيو ألفيس مارتينز (بالبرتغالية: António Alves Martins‏) هو صحفي وسياسي برتغالي، ولد في 18 فبراير 1808 في البرتغال، وتوفي في 5 فبراير 1882 في فيسيو في البرتغال.